# Julián Bourges
Julián Bourges (Buenos Aires, c. 1910 - ibídem, 1976) fue un actor argentino de cine, radio y teatro.

## Carrera profesional
Tuvo una extensa trayectoria en la radiofonía argentina y durante muchos años integró el elenco estable de Radio El Mundo, en la que uno de sus papeles más populares fue el personaje de Tito, en el difundido programa Los Pérez García.
En el cine se inició en 1944 en los filmes La verdadera victoria y La importancia de ser ladrón. Fue un recitador en Un novio para Laura (1955) y el inspector que investiga un intrincado caso en Rosaura a las diez (1958). Fueron destacados también sus papeles cumplidos en El candidato (1959) y Los acusados (1960). Compartió escenario con primeras figuras como Niní Marshall, Amelia Bence, Alberto Closas, Pierina Dealessi, Herminia Franco, Adrián Cúneo, Adolfo Stray, María Santos, Iris Marga, Olga Zubarry, Héctor Calcaño, entre otras
Tras el golpe de Estado que derrocó el presidente Juan Domingo Perón, Bourgués integró junto a Francisco Armisén, Pascual Nacaratti, Ángel Boffa, Iván Grondona, Pedro Laxalt, Alfredo Noli, Mario Faig, Claudio Martino, Luis Capdevila, Pedro Tocci y Pablo Racioppi la comisión provisional que dirigió la Asociación Argentina de Actores hasta que fue intervenida por el nuevo gobierno.

## Filmografía
Actor
- 1944: La importancia de ser ladrón
- 1944: La verdadera victoria, como hombre en el hotel
- 1946: Mosquita muerta
- 1946: Deshojando margaritas
- 1946:  Cristina
- 1946: El gran amor de Bécquer

- 1947: El hombre que amé
- 1947: Corazón
- 1948: El tambor de Tacuarí
- 1948: El barco sale a las diez
- 1948: Pobre mi madre querida

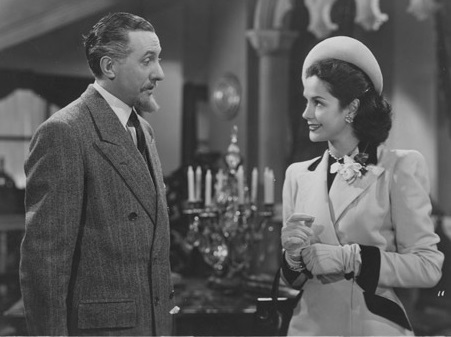
Julián Bourgués y Delia Garcés (1919-2001) en la película El hombre que amé (1947)

- 1950:  Los Pérez García, como Tito
- 1950: Cinco locos en la pista
- 1950: Captura recomendada, como Carlos Aguirre Moreno
- 1951: Cuidado con las mujeres
- 1951: Mi divina pobreza
- 1951: El hermoso Brummel
- 1952: Mi mujer está loca
- 1952: La patrulla chiflada
- 1953: Las tres claves, como Alberto Herrera
- 1953: Asunto terminado
- 1954: El calavera
- 1954: Mujeres casadas
- 1954: Un hombre cualquiera
- 1955: Un novio para Laura...........Felipe Arrillaga
- 1955: La noche de Venus
- 1956: La dama del millón
- 1958: Rosaura a las diez, como Inspector
- 1959: El candidato
- 1960: Los acusados, como el Dr. Crespo Videla
- 1961: Mi Buenos Aires querido
- 1965: Bicho raro
- 1974: Papá Corazón se quiere casar
- 1975: Carmiña (Su historia de amor)

## Radio
- 1950: Los Pérez García.
- 1960: Almacén de curiosidades, microprograma auspiciado por vinos Gargantini, junto a Arnoldo Chamot. Emitido por Radio El Mundo.

## Televisión
- 1956: Comedias Musicales, de Miguel de Calasanz, con Diana Ingro, Dana Kelly, Doris Violet, Domingo Márquez, Blanca Lafont, Alberto Dalbés y Ángel Eleta.
- 1956: Tengo un corazón, con Mario Clavel, María Esther Podestá, Raúl Gramajo y Tato de la Serra.
- 1959: Teatro del sábado (episodio «Mi mujer es demasiado hermosa»).
- 1960: Ciclo de Gran Teatro / Ciclo de Gran Teatro Alba (episodio «Las 3.70 del señor Montadoin»).
- 1962: La hora Fate (Ep. «Mirandolina»).
- 1959: La azafata enamorada, emitida por Canal 7 junto a Luis Dávila. Telenovela de Miguel de Calasanz con el elenco encabezado por Paulette Christian.[2]
- 1965: Candilejas.
- 1968: El mundo del espectáculo (episodio «Sangre y arena»).

## Teatro
- 1953: El error de las mujeres (1953). Estrenada en el Teatro Lassalle.
- 1955: Corona de amor y muerte (1955), en el Teatro Odeón.
- 1955: Doña Inés de Portugal, con Elina Colomer.
- 1956: Simple y maravilloso (1956), en el Teatro Astral.
- 1962: Safón y los pájaros (1962).
- 1962: La escuela del escándalo (1962).
- 1962: La novia de los forasteros (1962).
- 1968: El juez de los divorcios (1968).[3]